# Tomás Garrido Canabal, Chiapas
Tomás Garrido Canabal är en ort i Mexiko.   Den ligger i kommunen Palenque och delstaten Chiapas, i den sydöstra delen av landet, 800 km öster om huvudstaden Mexico City. Tomás Garrido Canabal ligger 33 meter över havet och antalet invånare är 382.
Terrängen runt Tomás Garrido Canabal är platt. Runt Tomás Garrido Canabal är det ganska tätbefolkat, med 62 invånare per kvadratkilometer. Närmaste större samhälle är Emiliano Zapata, 6,2 km öster om Tomás Garrido Canabal. Omgivningarna runt Tomás Garrido Canabal är en mosaik av jordbruksmark och naturlig växtlighet.